# Ghazi Mashal Ajil al-Yawer
Ghazi Mashal Ajil al-Yawer (en árabe: غازي مشعل عجيل الياور) (1958 - ) es una figura política iraquí. Ha sido Vicepresidente de Irak durante el Gobierno Transicional Iraquí desde 2005 a 2006, y fue presidente de Irak bajo el Gobierno Interino Iraquí desde 2004 a 2005. 
Al-Yawer es originalmente un miembro del Consejo de Gobierno Iraquí creado tras la invasión dirigida por Estados Unidos de Irak en 2003. En 2004 fue nombrado por el consejo para ocupar el cargo de presidente interino de Irak después de la vuelta de la soberanía iraquí de la Autoridad de la Coalición el 28 de junio.